# Liste der Fließgewässer im Flusssystem Tauber

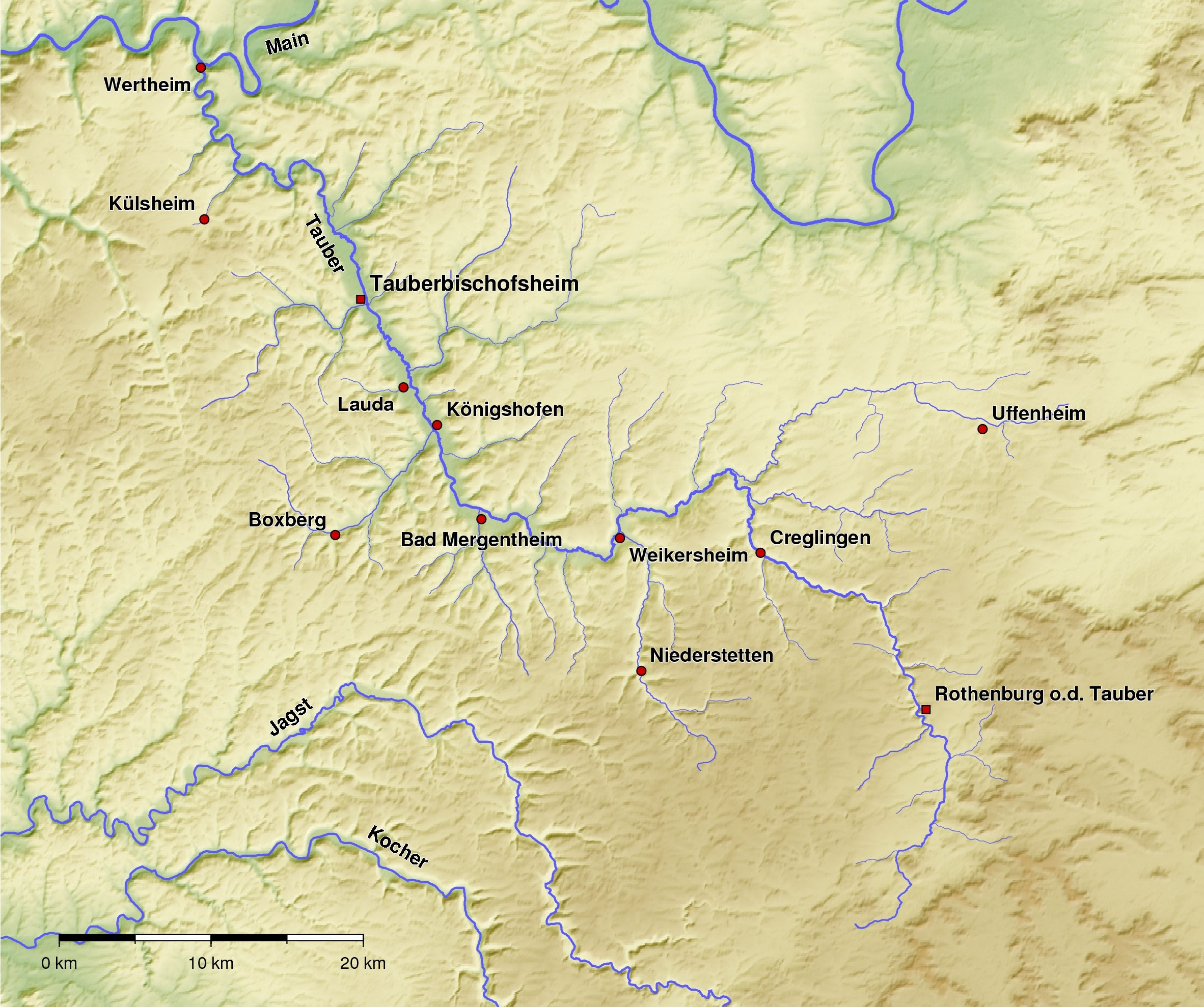
Karte des Tauberverlaufs

Die Liste der Fließgewässer im Flusssystem Tauber umfasst alle direkten und indirekten Zuflüsse der Tauber, soweit sie namentlich
- auf dem Bayernatlas in einer der gebotenen Darstellungen
- in der Gewässernetzkarte des LUBW oder
- auf dem baden-württembergischen Geodatenviewer

aufgeführt sind. Namenlose Zuläufe und Abzweigungen werden nicht berücksichtigt. Wenn nach dem Zusammenfluss zweier Gewässerabschnitte sich der Gewässername ändert, werden die beiden Zuflüsse als Quellzuflüsse separat ausgewiesen, ansonsten wird der Teilbereichsname in Klammern hinzugestellt. Die Längenangaben sind auf eine Nachkommastelle gerundet, ohne dass die Angaben in den Quellen selbst deshalb immer auch nur auf diese Stellenzahl genau sein müssten. Die Fließgewässer werden jeweils flussabwärts aufgeführt. Die orografische Richtungsangabe bezieht sich auf das direkt übergeordnete Gewässer. Teilflusssysteme mit mehr als 20 Fließgewässern sind in eine eigene Liste ausgelagert (→ Flusssystem).

## Tauber
Die Tauber ist ein 130,6 km langer linker Zufluss des Mains.

## Fließgewässer mit Längen über 10,0km
Das Diagramm enthält auch indirekte Zuflüsse der Tauber.

## Zuflüsse
Direkte und indirekte Zuflüsse der Tauber

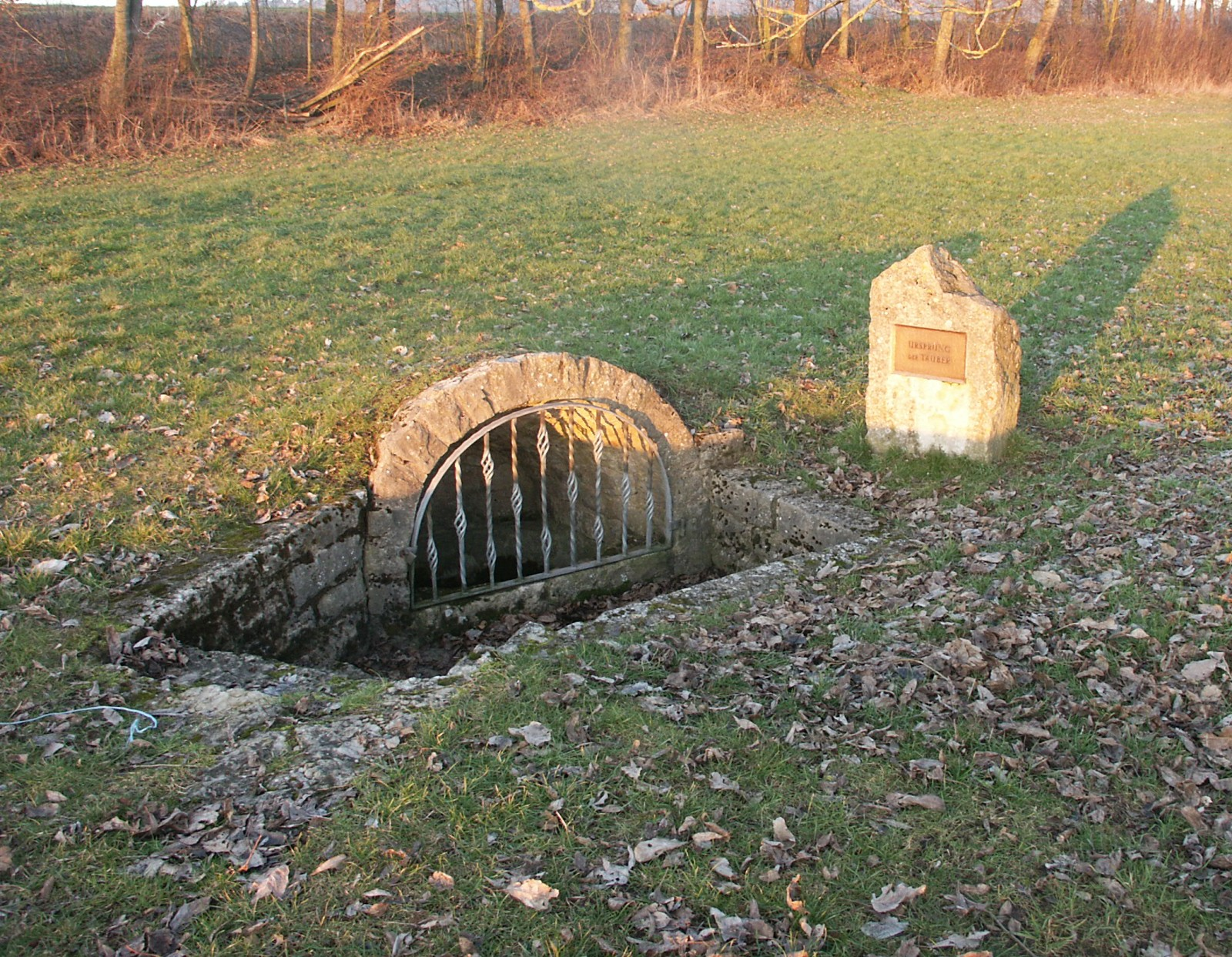
Der Klingenbrunnen (Quelle der Tauber) bei Weikersholz, Rot am See

- Klingenbach (links, 450,4 m ü. NHN), Rot am See-Weikersholz (0,7 km)[1]
- Klingenbrunnen
- Steinsee, Schnelldorf-Leitsweiler (Teichgruppe, zusammen 5,2 ha)[2]
  - Steinseebach (rechts, ca. 445 m ü. NHN im Steinsee), Schnelldorf-Leitsweiler (2,3 km)[1]
    - Asanggraben (rechts), Weikersholz (0,8 km)[1]
- Tauberseegraben (rechts), Wettringen (0,9 km)[3] Unbeständig, verschwindet in seiner Talmulde zum Steinsee hin spätestens an einer Doline etwa 500 m östlich des Sees.
- Buchseegraben (rechts, 433 m ü. NHN), Wettringen (0,6 km)[2] Unbeständig.
- Henkersbrunnengraben (rechts, 425 m ü. NHN), Wettringen (0,9 km)[2] Unbeständig.
- Heiligengraben (Östheimerbach, 415 m ü. NHN) (rechts), Wettringen (2,3 km)[1]
  -  Hardweiher (links, 439 m ü. NHN), Schnelldorf-Leitsweiler (Teich, 0,7 ha)[3]
- Entliseegraben (links, 404 m ü. NHN), Wettringen (1,3 km)[2]
- Schwemmgraben[4]  (links, 404 m ü. NHN), Wettringen (1,4 km)[2]
  - Rauklingengraben (rechts, 412 m ü. NHN) (1,0 km)[2]
- Kreuthgraben (links, 403 m ü. NHN), Wettringen (0,9 km)[2]
- Röhrenwasengraben[5] (rechts, 401 m ü. NHN), Wettringen (2,8 km)[1] Entspringt im Obergailnauer Forst dem Magdalenenbrünnlein.
  - Weiher-Graben[4] (rechts, 423 m ü. NHN), östlich von Wettringen
- Ochsenwiesengraben (links, 400 m ü. NHN), Wettringen-Untergailnau (0,6 km)[2]
- Gailnauer Graben (rechts, 399 m ü. NHN), Wettringen, (2,6 km).[3] Ab oberster Quelle unterhalb Obergailnau am Waldhang.
  - Stöckauer Graben (Stöckenwiesengraben) (links, 420 m ü. NHN), Untergailnau, (1,3 km).[3]
- Seemühlengraben (links, 394 m ü. NHN), Rot am See, Kleinansbacher Thomasmühle, (3,6 km).[1] Entsteht auf dem Rothberg an der Landesgrenze.
  - (Bach aus dem Gewann Rotenbach) (links), Thomasmühle, (1,2 km).[2]
- Rohrbach (links, 388 m ü. NHN), Insingen (4,7 km).[1] Entsteht bei Rot am See-Hegenau am Rand des Waldstücks Halloh.
  - Rohrbach (!) (Ortsbach[6]) (links), Rot am See-Hausen am Bach (2,7 km).[1] Entsteht im Spitalholz am Hirschberg.
    - (Bach aus den Wieslesäckern) (links), Hausen am Bach (1,2 km).[1]

  - Egelsbach (links, 389 m ü. NHN), Insingen-Wilhelmsmühle (2,7 km).[1]
    - (Bach aus der Wolzenklinge) (Bach aus dem Danner)  (links), Insingen (1,5 km).[1]
    - Hegersgraben (rechts, 402 m ü. NHN), Insingen, (1,3 km).[1]
- Bibergraben (links, 383 m ü. NHN), Insingen, (3,0 km).[1]
- Oestheimer Mühlbach  (Östheimer Bach) (rechts, 381 m ü. NHN), Diebach, (2,1 km ab Zsfl. bei Wettringen-Unteroestheim).[3]
  - Gailnauer Graben (mittlerer Quellbach), Unteroestheim, (3,0 km).[3]
    - Dorfgraben[7] (links), 0,5 km
    - Hofwiesengraben (rechts), Unteroestheim, (1,8 km)[3]
      - Wölfleinsgraben (rechts), Diebach-Oberoestheim, (1,6 km)[3]

  - (Quellzulauf aus dem Naturdenkmal Bodenloses Loch) (linker Quellbach), Diebach-Unteroestheim (0,3 km).[3]
  - Angergraben (rechts), Unteroestheim, (2,6 km)[3]
    - Eichelberggraben (rechts), Unteroestheim, (2,4 km)[3]
    - Bellershauser Graben (rechter Quellbach), Unteroestheim, (2,2 km)[3]

  - Leidenbergergraben (links), Unteroestheim (1,9 km).[3]
  - Bergfeldgraben (rechts), Diebach-Seemühle (1,3 km).[3]
  - Sandhofgraben (links), Seemühle (1,0 km).[3]
  - Böllersmühlgraben (rechts), Diebach-Böllersmühle (1,1 km).[3] Unbeständig.
- Insinger Graben (links, 380 m ü. NHN), Diebach-Heckenmühle (1,0 km).[3]
- Wohnbach (rechts, 379 m ü. NHN), Diebach (8,4 km)[3] Der Namens-Oberlauf entspringt zwischen Schillingsfürst-Schafhof und -Stilzendorf, der längste Oberlauf an der Quelle des Zuflusses 3. Ordnung Gründleinsgraben etwa 1,1 km nördlich von Schillingsfürst-Faulenberg.
  - Klingengraben (rechts), Schillingsfürst-Wohnbach
    - Neuweiler Graben (rechts), Schillingsfürst-Neuweiler
    - Gründleinsgraben (links), Neuweiler
    - Wiesengraben (Faulenberggraben) (rechts), Schillingsfürst-Obermühle

  - Quellengraben (rechts), Obermühle
  - Davidsbach (links), Obermühle
    - Katzenklinge (links)

  - Weihergraben (links), Diebach-Bellershausen
  - Wohnbach (!) (rechts), Diebach-Pfeffermühle
  - Bergfeldgraben (links), Diebach-Pfeffermühle. Unbeständig.
- Klingenfeldgraben (links), Diebach, am Kalkwerk
- Reinhardsgraben (links, 377 m ü. NHN), nach dem Diebacher Kalkwerk, (1,6 km).[1]
- Waldfeldgraben (rechts, 375 m ü. NHN), Diebach-Bestleinsmühle, (1,0 km)
- Wolfsauer Graben (rechts, 373 m ü. NHN),  Gebsattel-Bockenfeld, (3,6 km).[1]
- Lohrbach (links, 372 m ü. NHN), Bockenfeld (6,5 km), (3,6 km).[1] Entsteht am Alten Gehäu bei Rot am See-Buch.
  - (Zulauf aus den Masselteräckern) (links), Buch, (0,8 km).[1]
  - (Bach aus dem Hub) (rechts), Buch, (1,8 km).[1]
  - Thürleinsgraben (Fischgraben[1]) (rechts), Insingen-Lohr, (1,7 km).[1]
  - Klingengraben (links), Lohr, (2,9 km).[2]
    - Steinleingraben (rechts), Lohr, (0,9 km).[3] Auf fast ganzer Länge unbeständig.
- Immelbach (Rödersdorfer Graben[1]) (rechts, 370 m ü. NHN), Bockenfeld, (2,2 km).[3]
- Grundgraben (rechts, 368 m ü. NHN), Gebsattel, (1,0 km).[3] Seitengraben in der Aue.
- Kirnberger Mühlbach (rechts, 368 m ü. NHN), Gebsattel, (3,0 km ab Zsfl.).[3]
  - Pleikartshofer Bach[8] (linker Quellbach), Gebsattel-Kirnberg, (2,8 km).[3]
    - Rödersdorfergraben (links), Kirnberg, (1,3 km).[3]

  - Wildenhoferbach (rechter Quellbach), Kirnberg, (2,3 km).[3]
  - Erlbacher Bach (rechts), Gebsattel, (3,1 km).[3]
    - Lohfeldgraben (links), Neusitz-Horabach, (0,5 km).[3]
    - Wachsenberger Graben (rechts), Neusitz-Erlbach (2,9 km).[3]
- Wethbach (links, 366 m ü. NHN), Gebsattel, (5,7 km)[9]
- Wethbachgraben (links, 365 m ü. NHN), Gebsattel-Wasenmühle, (1,5 km).[3] Mündet in den kurzen Mühlkanal.

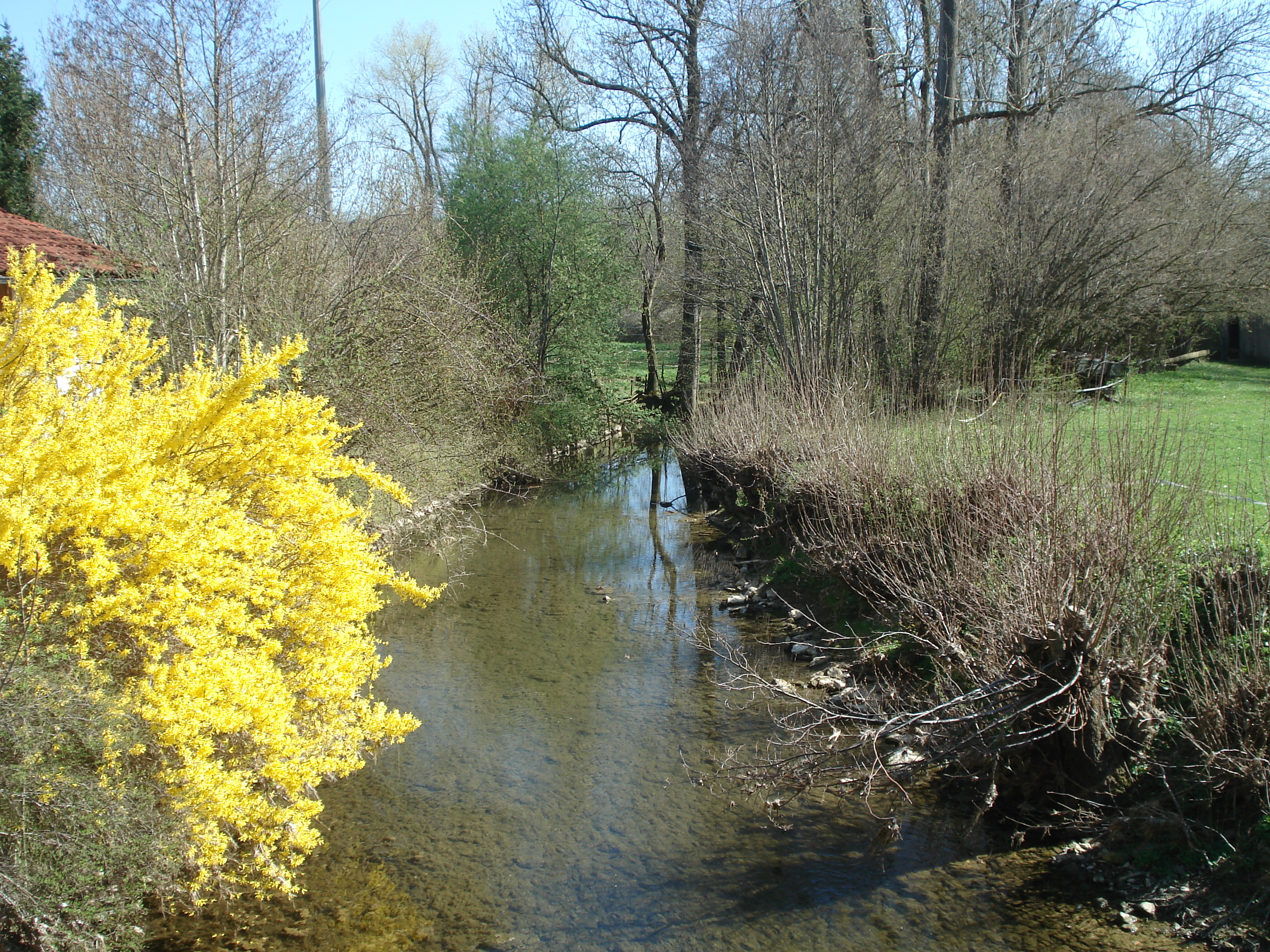
Die Schandtauber

- Igelsbach (rechts, 364 m ü. NHN), Rothenburg ob der Tauber-St. Leonhard, (4,8 km).[3] Entspringt am Hang unter Neusitz-Wachsenberg und mündet am Abgang des Kanals der Rothenburger Siechenmühle.

- Schandtauber (links, 353 m ü. NHN), Rothenburg ob der Tauber (12,8 km[10] und 44,5 km²[11]).
  - Heufelgraben (links), Blaufelden-Gammesfeld, (2,0 km)[1]
    - Stockichgraben (rechts), Gammesfeld, (1,8 km)[1]
    - Landsknechtgraben (links), Gammesfeld, (1,2 km)[1]

  - Langenkelchgraben (links), Gammesfeld, (1,5 km)[1]
- Blinkbach (links, 350 m ü. NHN), Rothenburg ob der Tauber, (5,2 km[12]).
- Vorbach (links, 335 m ü. NHN), Rothenburg ob der Tauber (6,6 km[12] und 11,1 km²[13])
  - Heiligenbronngraben[1] (linker Quellbach[14]), Leuzenbronn,  (1,6 km[1])
  - Brühlgraben / Keitelhofer Graben[1]  (rechter Quellbach[15]), Leuzenbronn, (0,8 km[1])
  - Klingengraben[7] (links), Leuzenbronn
  - Kreuzwiesengraben (rechts), Leuzenbronn
  - Dorfgraben (rechts), Leuzenbronn
  - Langwiesengraben (rechts), Leuzenbronn
  - Reutsachsener Graben (links), Vorbach, (1,0 km[12])
- Hohbach (links, 322 m ü. NHN), Rothenburg ob der Tauber-Hohbach, (5,5 km[12])
  - Badesee Schwarzenbronn, Creglingen-Schwarzenbronn, (⊙, 0,8 ha[16])
- Steinbach (rechts, 319 m ü. NHN), Rothenburg ob der Tauber-Steinbach,  (11,0 km[12] und 35,8 km²[11])
  - Weidleinsgraben (linker Oberlauf)
    - Fischbach (rechter Quellbach)
      - Fischbachsgraben (rechter Quellbach)
      - Stubachsgraben (linker Quellbach)
        - Espengraben (links)

    - Eghüttenbach  (Hinterer Grundgraben) (linker Quellbach)
      - Sulzbach (Vorderer Grundgraben) (rechts)

    - Rübbach (links)
      - Urpherhofener Graben (rechter Quellbach)
      - Nordenberggraben (linker Quellbach)

    - Hohbachsgraben (links)

  - Meergraben (rechter Oberlauf)
  - Saubach (links)
    - Schweinsbach (rechter Oberlauf)
      - Seebachgraben (Vogelsbach[17]) (rechts )

    - Bauerngraben (linker Oberlauf)
      - Heergraben (rechts)
      - Seegraben (links)
- Ansbach (links, 317 m ü. NHN), Steinsfeld-Bettwar, (3,0 km[12])
- Gattenhofer Bach (rechts, 312 m ü. NHN), Steinsfeld-Bettwar, (3,1 km[12])
- Klingenbach (rechts, 310 m ü. NHN), vor Steinsfeld-Possenmühle
- Schonach (links, 304 m ü. NHN), Adelshofen-Tauberscheckenbach, (3,5 km[12])
- Gickelhäuser Bach mit Oberlauf Scheckenbach bis in Gickelhausen (rechts, 301 m ü. NHN), Adelshofen-Tauberscheckenbach, (6,0 km[12] und 13,6 km²[13])
  - Mittelgrundgraben (rechts) nach Gickelhausen
    - Erleinsgraben (rechts)

  - Seegraben (links)
  - Ruckerthofer Bach (links)
  - Rammersbach (links) Ortsanfang Tauberscheckenbach
- Neustetter Bach (rechts, 294 m ü. NHN), Adelshofen-Tauberzell, (1,7 km[12])
- Holderbach (links), Creglingen-Holdermühle, (1,5 km[12])
  - (Oberlauf aus der) Forstklinge (rechts), Creglingen-Finsterlohr, (0,9 km[12])
- Riegelbach (links), Creglingen-Archshofen, (2,3 km[1])
- Schirmbach (rechts), Creglingen-Craintal, (1,6 km[1])

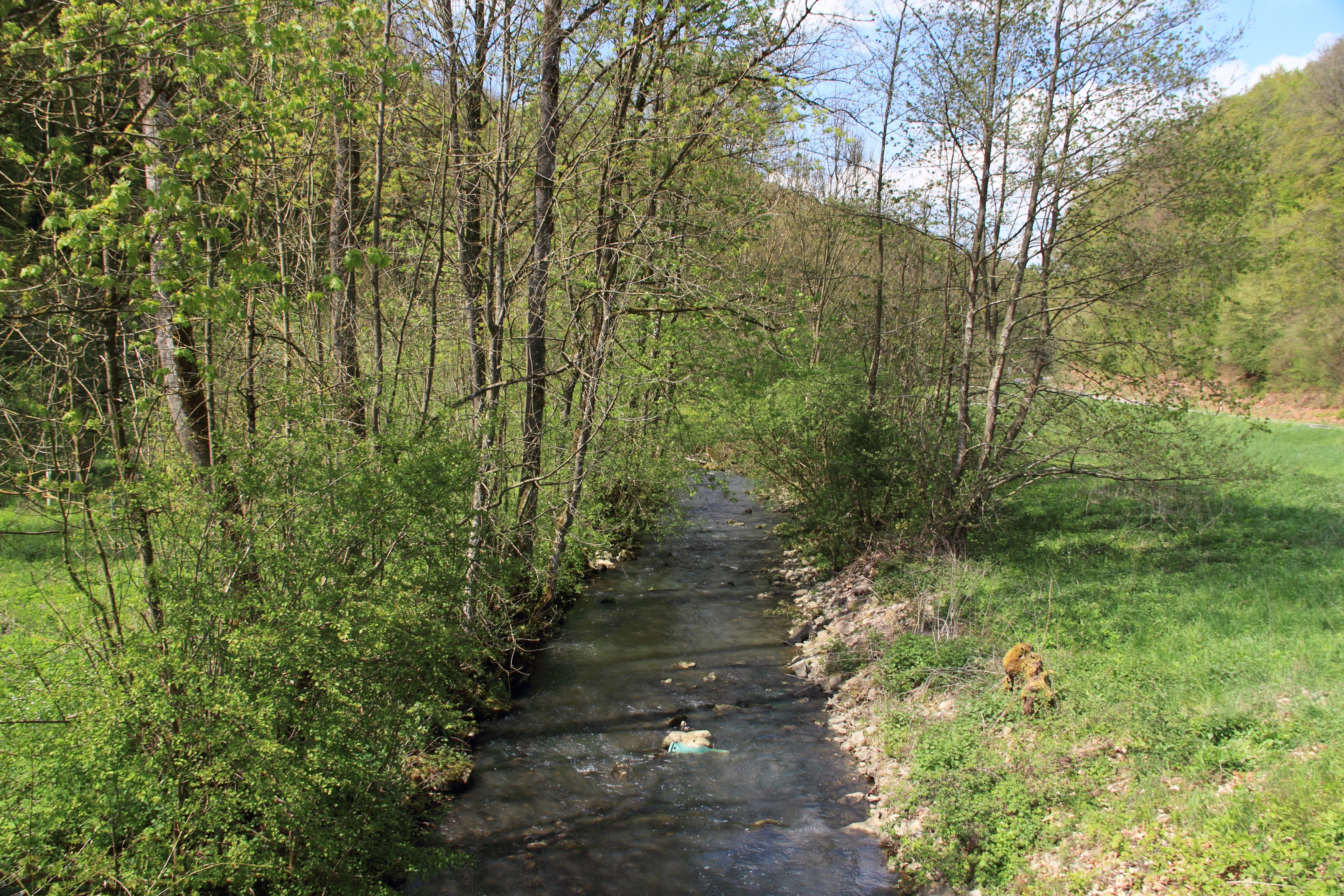
Der Oberlauf des Herrgottsbaches

- Herrgottsbach (links), Creglingen (6,6 km[1] ab Zusammenfluss der Quellbäche, 13,9 km[1] mit Oberlauf Rimbach und 42,9 km²[18]) Zusammenfluss zwischen Creglingen-Lichtel und -Münster
  - Rimbach  (linker Quellbach[19]) (7,3 km[1] und 14,7 km²[18])
    - Klingenbach (links). Lichtel, (3,1 km[1] und 3,8 km²[20])
      - Lochgraben (links), Creglingen-Birkhöfe, (0,7 km[1])

  - Schmerbach (rechter Quellbach[21]) (6,2 km[1] und 9,4 km²[20])
  - (Bach aus der Heiserklinge) (rechts), vor dem Münstersee, (0,7 km[1], mit trockenfallendem Oberlauf rund 4 km)
  -  Passiert und durchfließt den Oberen Münstersee (⊙) und den Unteren Badesee Münster (⊙)
  - Berbach (links), Creglingen-Münster, (3,8 km[1])
  - Eppichstalklinge  (links), Münster, (0,4 km[1])
- Rindbach (links), Creglingen (ca. 11,7 km und 29,1 km²[22])
  - Streichentaler Bach (rechts), Creglingen-Standorf (ca. 4,4 km und 5,6 km²[22])
  - (Bach aus dem Störrental) (links), (1,0 km und 2,0 km²[22])
  - Neubronner Bach (links), Creglingen-Niederrimbach (6,7 km und 7,5 km²[22])
    - (Bach aus der Nonnenklinge) (links) (1,1 km und ca. 0,9 km²[22])
- Erdbach (rechts), (4,0 km[1] und 4,4 km²[20])
  - Buttersgrundgraben (links), (0,6 km[1])
- Steinach (rechts), Bieberehren (22,3 km mit Oberlauf Gailshofenerbach)[23] und 85,4 km²[18] → Flusssystem

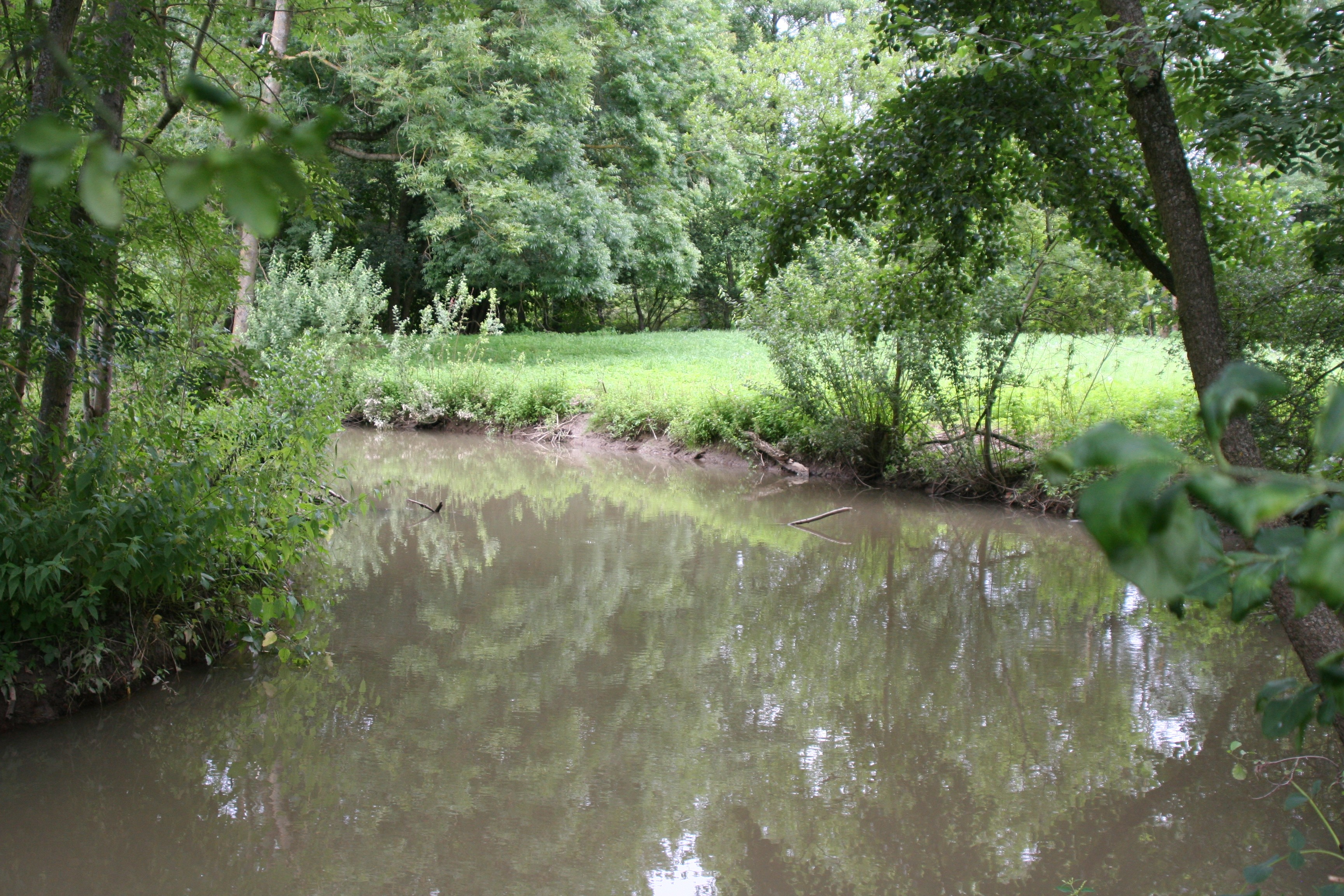
Die Gollach

- Gollach (rechts), Bieberehren (20,1 km)[10] → Flusssystem
- Klingengraben (rechts), (2,1 km[24] und 4,0 km²[25])
- Rippach, zuletzt Mühlbach (rechts), Röttingen (12,4 km[24] und 34,1 km²[25])
  - Riedenheimer Waldgraben (rechts), (3,6 km[24] und 4,7 km²[25])
  - Schötersbach (rechts), aus Riedenheim
  - Eckenriedgraben (links)
  - Heiliger Graben (links)
  - Steinbruchsgraben (rechts)
  - Schloßbrunnengraben (rechts)
  - Landgraben (rechts)
- (Bach aus der Brunnenklinge) (links) in Tauberrettersheim
- Nassauer Bach (rechts), Weikersheim-Schäftersheim (12,7 km[1] mit Oberlauf Stalldorfer Bach und 44,5 km²[11])
  - Stalldorfer Bach, in Bayern erst Stahlbach (linker Hauptstrang-Oberlauf), bis Weikersheim-Nassau (8,1 km[1] und 19,2 km²[20])
    - Lochbach (rechts)
    - (Bach aus dem Hausener Grund) (links)

  - Maßbach (rechter Nebenstrang-Oberlauf), bis Weikersheim-Nassau (6,8 km[1] und 16,0 km²[20])
    - Langweidenbach (rechts) Igersheim-Bernsfelden (0,7 km[1])

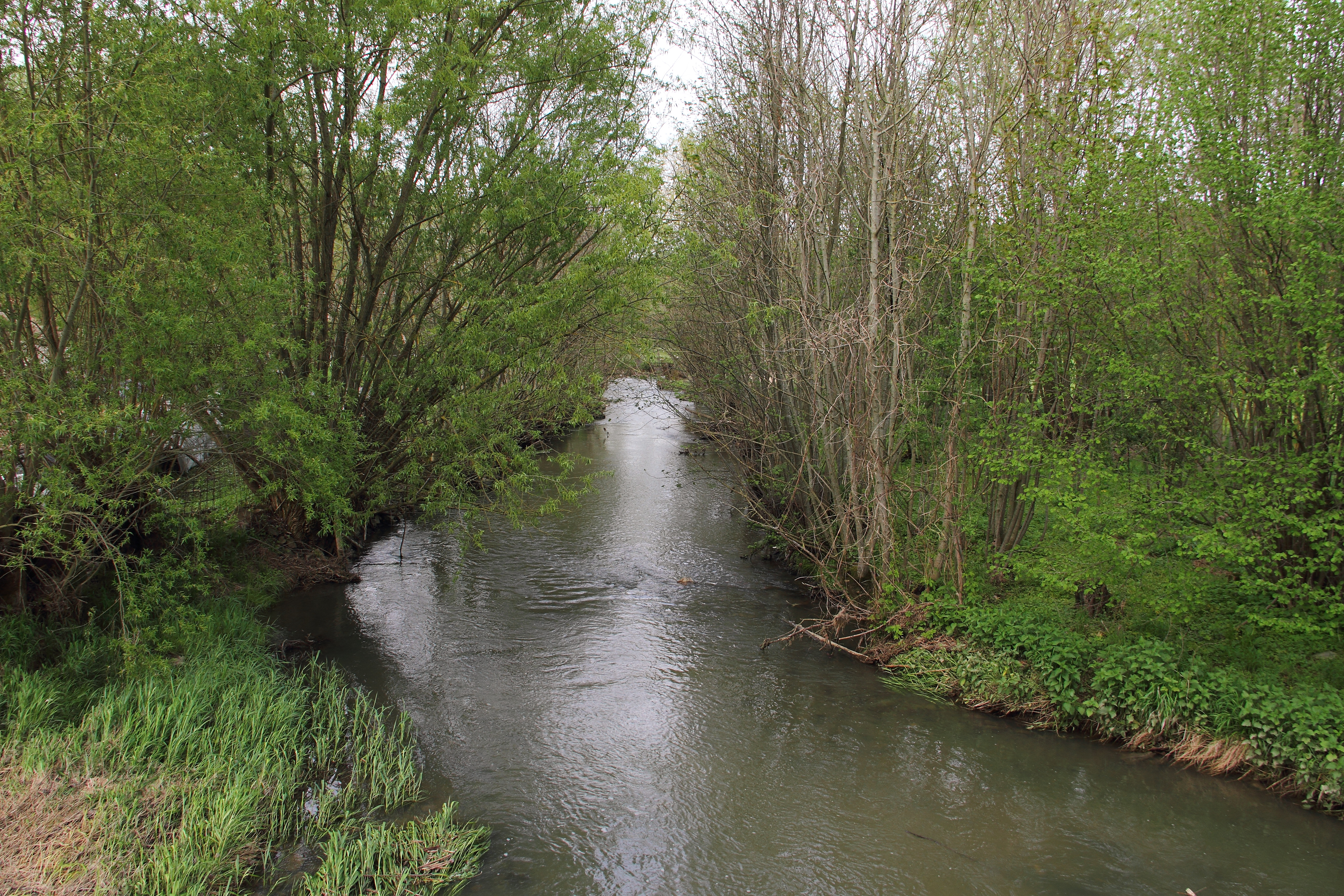
Der Vorbach beim Weikersheimer Ortsteil Haagen

- Vorbach (links), Weikersheim (24,6 km)[22] → Flusssystem
- Dürrbach (links), nach Weikersheim-Elpersheim (2,4 km[1])
- Aschbach (links), vor Bad Mergentheim-Markelsheim (13.0 km und 26,9 km²[22])
  - Hainbach (links) (0,9 km und ca. 0,9 km²[22])
  - Lindlebach (rechts) (0,4 km und über 0,1 km²[22])
  - Adolzhäuser Bach (rechts)  (2,4 km und 3,1 km²[22])
  - (Bach aus der Branzenklinge) (rechts) (2,2 km und ca. 1,3 km²[22])
  - Greifenbrunnenbach (rechts) (2,8 km und 2,6 km²[22])
  - Pfitzinger Bach (rechts) Niederstetten-Herrenzimmern (2,1 km und 4,4 km²[22])
    - Schmähbach (?[26]) (links) (0,7 km und ca. 0,8 km²[22])
    - Baindgraben (rechts) (1,2 km und ca. 0,7 km²[22])

  - (Bach aus dem Schlupf) (links) (ca. 0,7 km und ca. 0,9 km²[22])
  - (Bach entlang dem Höllweg) (rechts) (ca. 0,8 km und ca. 0,9 km²[22])
- Lochbach (links), Markelsheim (9,6 km[1] und 19,0 km²[11])
  - Apfelbach (links) Bad Mergentheim-Apfelbach (2,9 km[1] und 3,0 km²[20])
  - Klinge oder Klingebach (rechts) (0,8 km[1])
  - Gunzengraben[27] (links)
- Neuseser Bach (rechts), Igersheim (5,1 km[1])
- Harthauser Talbach (rechts), Igersheim (7,2 km[1] und 11,3 km²[20])
- Erlenbach (rechts) (5,2 km[1])

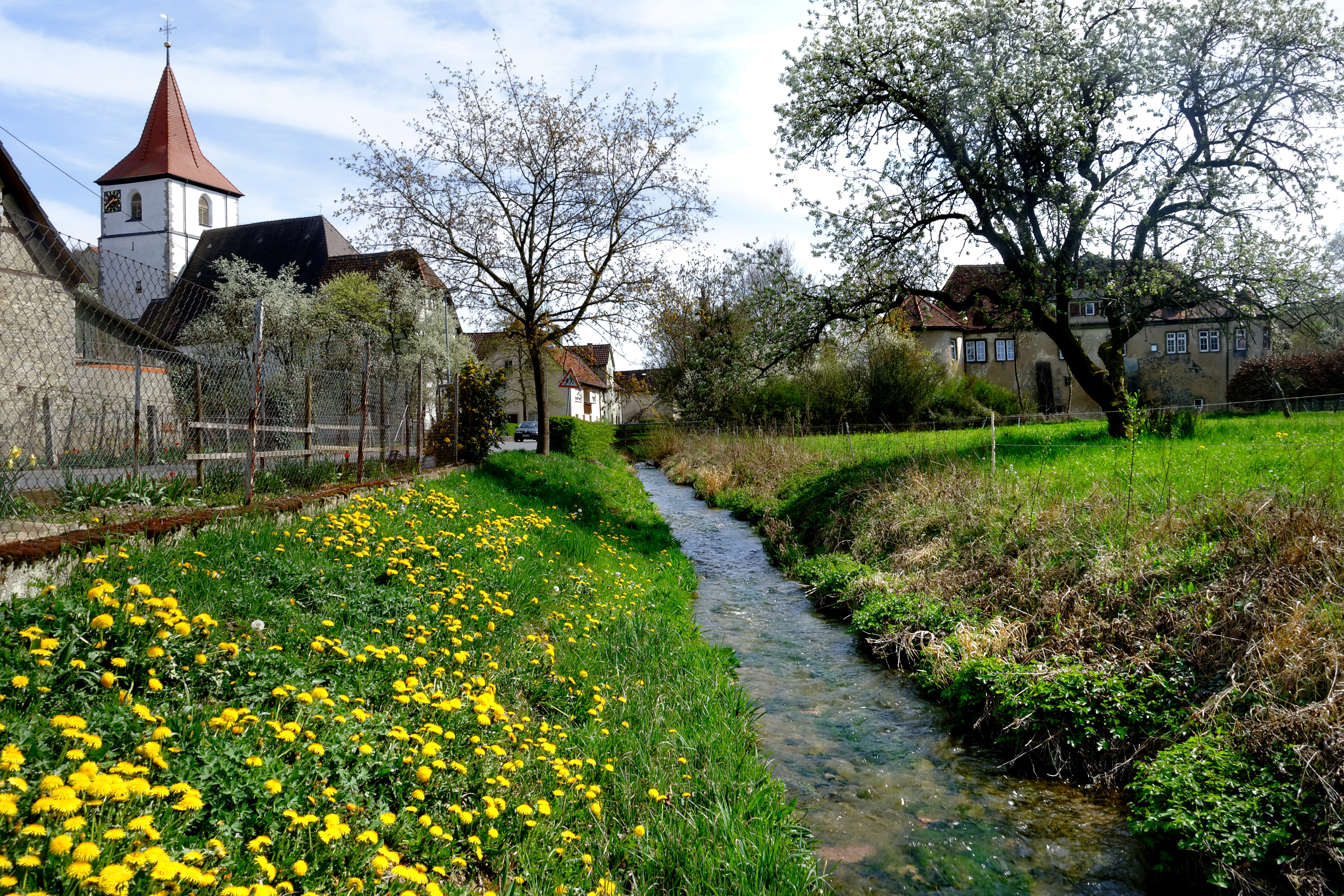
Der Wachbach im gleichnamigen Ort

- Wachbach (links), Bad Mergentheim (12,5 km)[22]
  - Dörteler Klinge (rechts)
  - Hachteler Bach (links)
    - Förstlegraben (links)
    - Maulgraben (links)
    - Eschentalklinge (links)

  - Ursprung (links)
  - Wolfentalgraben (rechts)
  - Stuppach (links), 5,5 km
    - Löchlegraben (links)
    - Lillstadter Bach (rechts)

  - Althäuser Bach (links), 4,9 km
    - Lustbronner Bach (rechter Quellbach[28])
    - Brunnentalbach (linker Quellbach[29])
    - Bach aus dem Wolfental (links)
- Mergelter Bach (rechts), Bad Mergentheim
- Lachengraben (rechts), Lauda-Königshofen-Unterbalbach

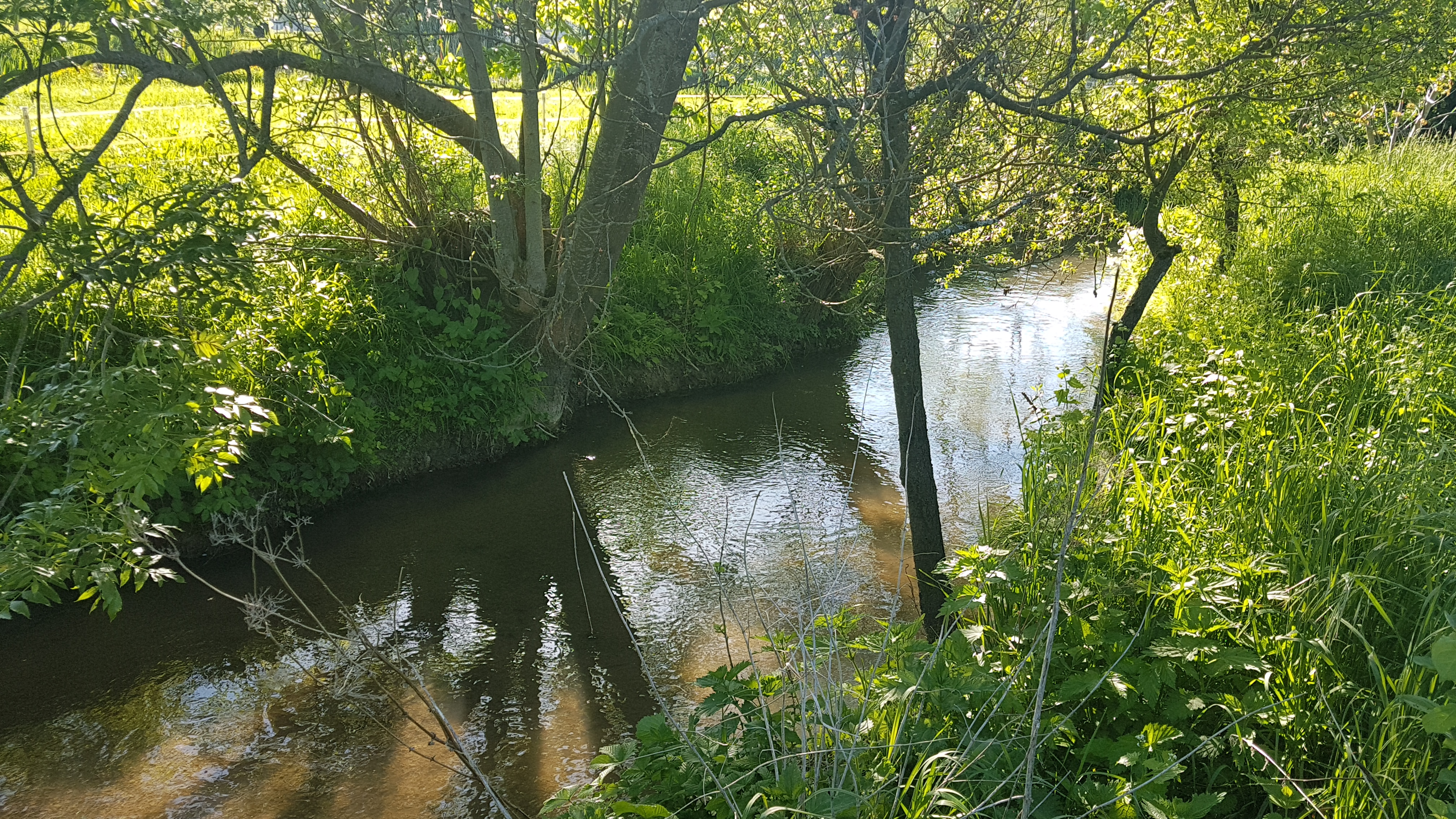
Der Balbach

- Balbach (rechts), Lauda-Königshofen-Unterbalbach (12,0 km[30] und 32,7 km²[11])
  - Tiefer Wiesenbach (links)
  - Reckerstaler Bach (links)
  - Heideloch (links)
  - Leitetalgraben (rechts)
  - Brünnleingraben (rechts)
  - (Bach aus dem  Igersheimer Tal) (links)
  - Deubach (rechts)
  - Rossgraben (links)
- Wallschlohgraben (rechts), Lauda-Königshofen-Königshofen

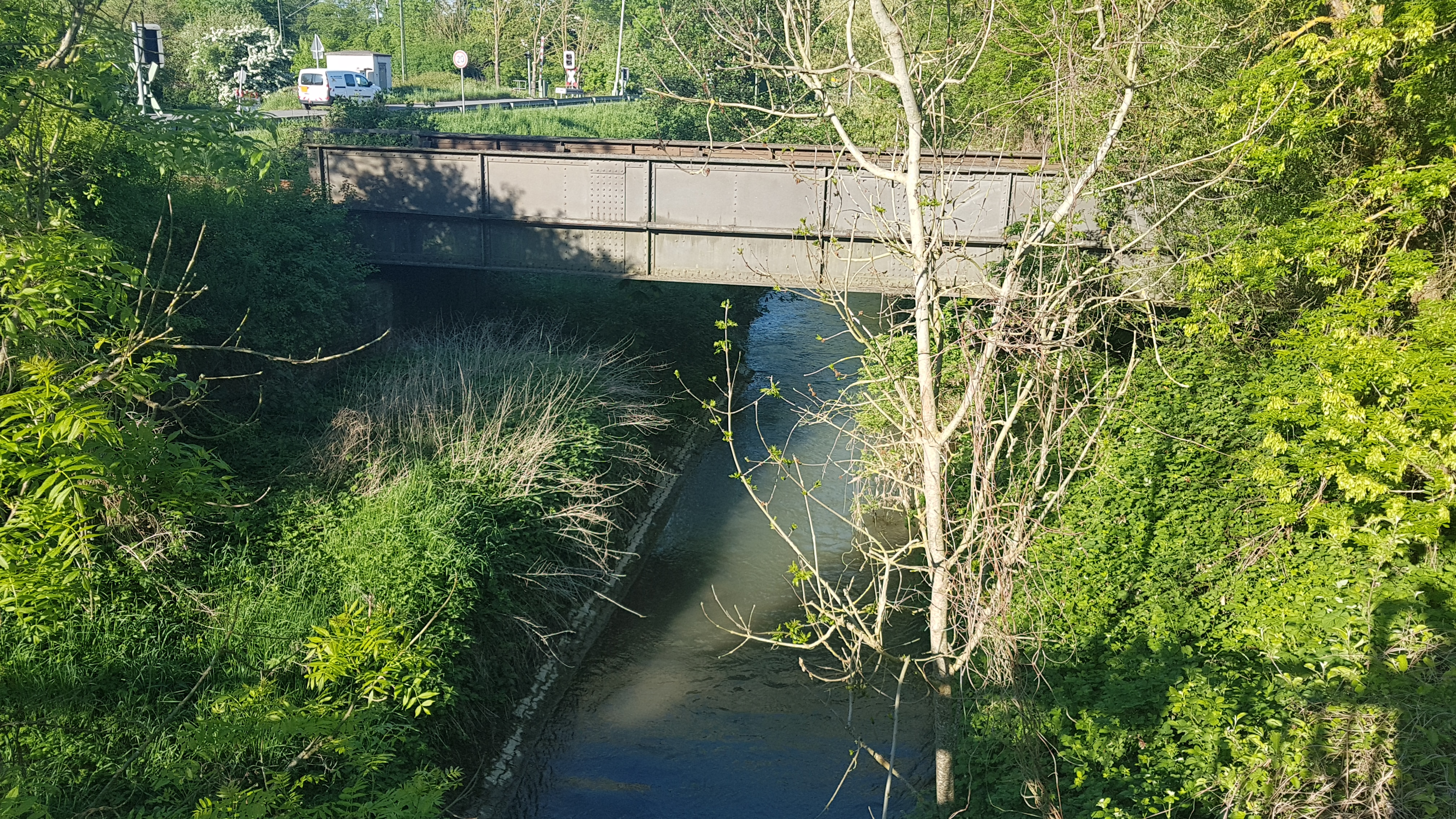
Die Umpfer bei Königshofen

- Umpfer (links), Lauda-Königshofen-Königshofen (21,5 km)[22] → Flusssystem
- Marbacher Graben (Kiliansgraben) (rechts), Lauda-Königshofen-Marbach
  - Weidenseilgraben (rechts)
- Oberlaudaer Bach (links), Lauda-Königshofen-Lauda (5,9 km)[22]
  - Gründle (rechts)

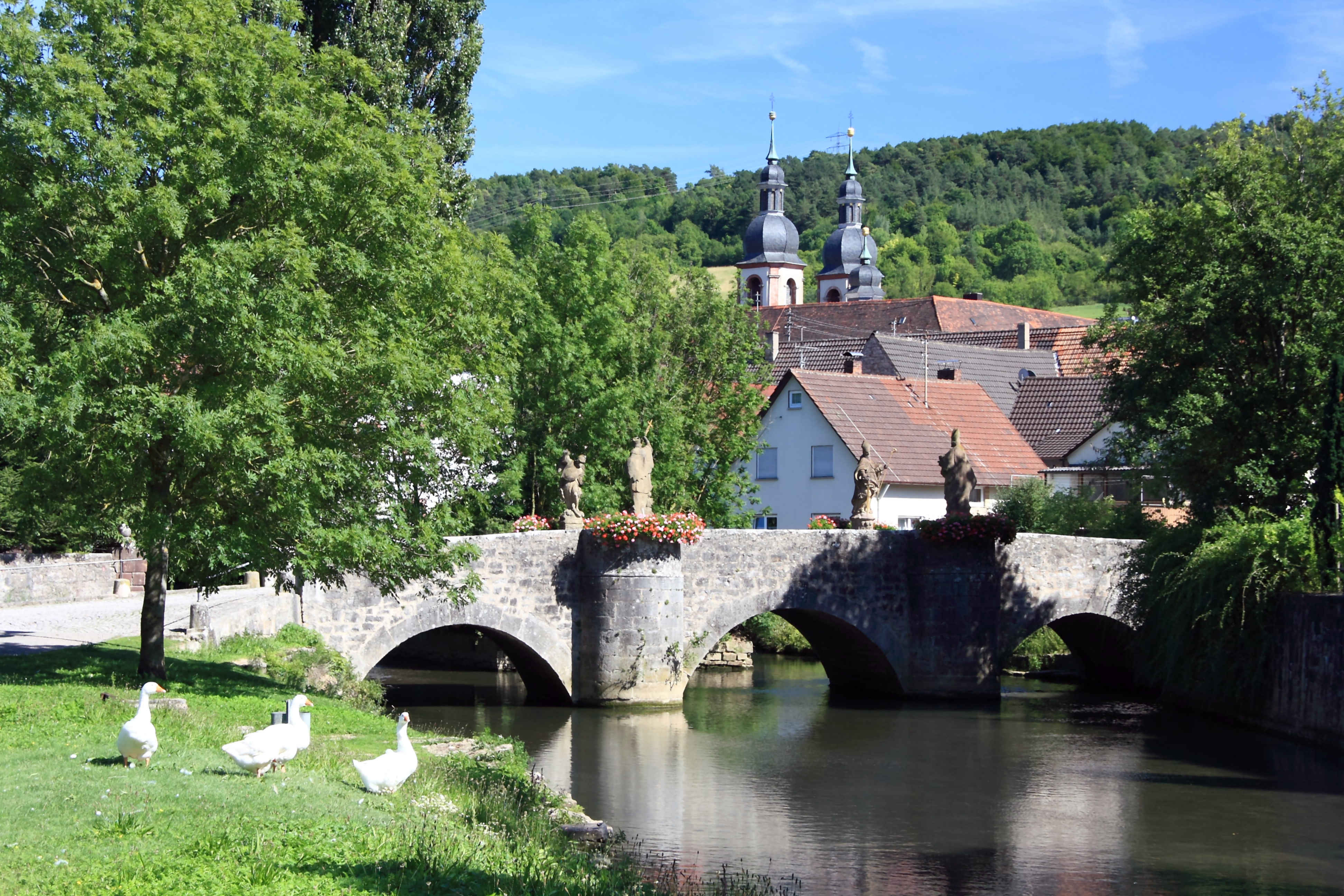
Der Grünbach

- Grünbach (rechts), Gerlachsheim (25,2 km)[22] → Flusssystem
- Ötterleingraben[31]  (links), Tauberbischofsheim-Distelhausen
- Mühlkanal Weber-Mühle, (rechts), Tauberbischofsheim-Distelhausen (0,8 km)[22]
- Herbelgraben (links), Tauberbischofsheim-Distelhausen
- Geißberggraben oder Schindersgraben, (links), Tauberbischofsheim-Dittigheim
- Geißberggraben (rechts), Tauberbischofsheim-Dittigheim
- Taubentalgraben (rechts), Tauberbischofsheim-Dittigheim

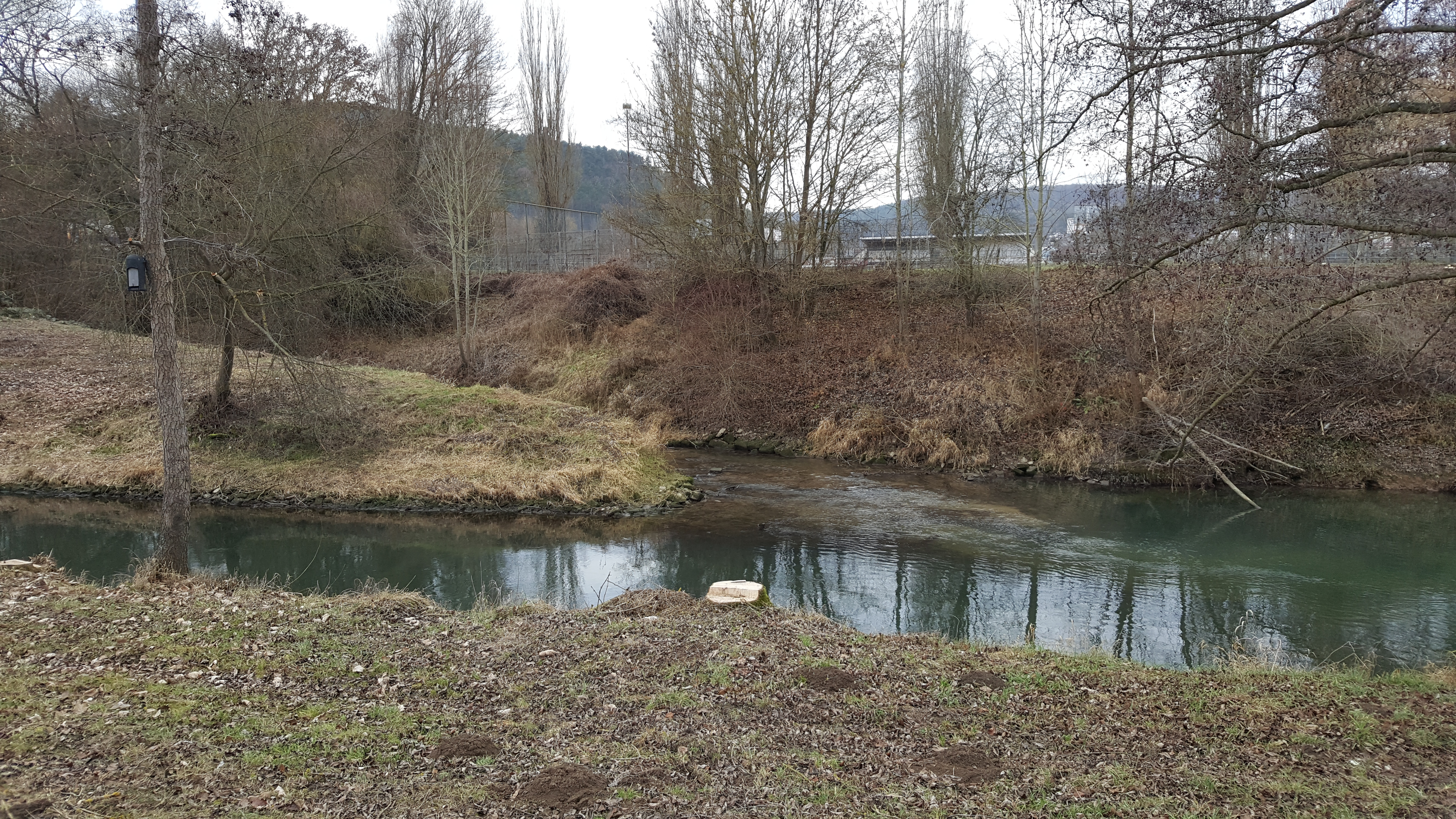
Mündung der Brehmbach von links in die untere Tauber

- Brehmbach (links), Tauberbischofsheim (18,3 km)[22] → Flusssystem
- Edelbergshohle (rechts), Tauberbischofsheim-Über der Tauberbrücke
- Fahrentalsgraben (rechts), Tauberbischofsheim-Über der Tauberbrücke
- Leintalsgraben (links), Tauberbischofsheim
- Steckenleitegraben (Beilbergsgraben[4]) (rechts), Werbach
  - Dockentalgraben (links)
  - Tannengraben (rechts)
    - Unterer Tannengrabe (links)
- Welzbach  (Altbach[32]), (rechts), Werbach (15,2 km)[22]
  - Bärlesgraben (links)
  - Riedgraben (rechts)
  - Seubelsgraben (links)
    - Tiefengraben (rechts)

  - Krückengraben (rechts)
  - Brochelberggraben (rechts)
  - Setzengraben (links)
    - Kalegraben (links)
    - Kreuzberggraben (rechts)
    - Talgraben (rechts)

  - Blauer-Rain-Graben (rechts)
- Limbachsgraben (rechts), Werbach
  - Rauklingengraben (rechter Quellbach)
  - Rotgraben  (linker Quellbach)
- Klingengraben (rechts), Werbach-Niklashausen
- Lauersgraben (Riedgraben) (rechts), Werbach-Niklashausen
  - Ehrlichgraben (links)
- Katzengraben (rechts), Werbach-Niklashausen
- Höhenfelder Klinge (rechts), Werbach-Niklashausen

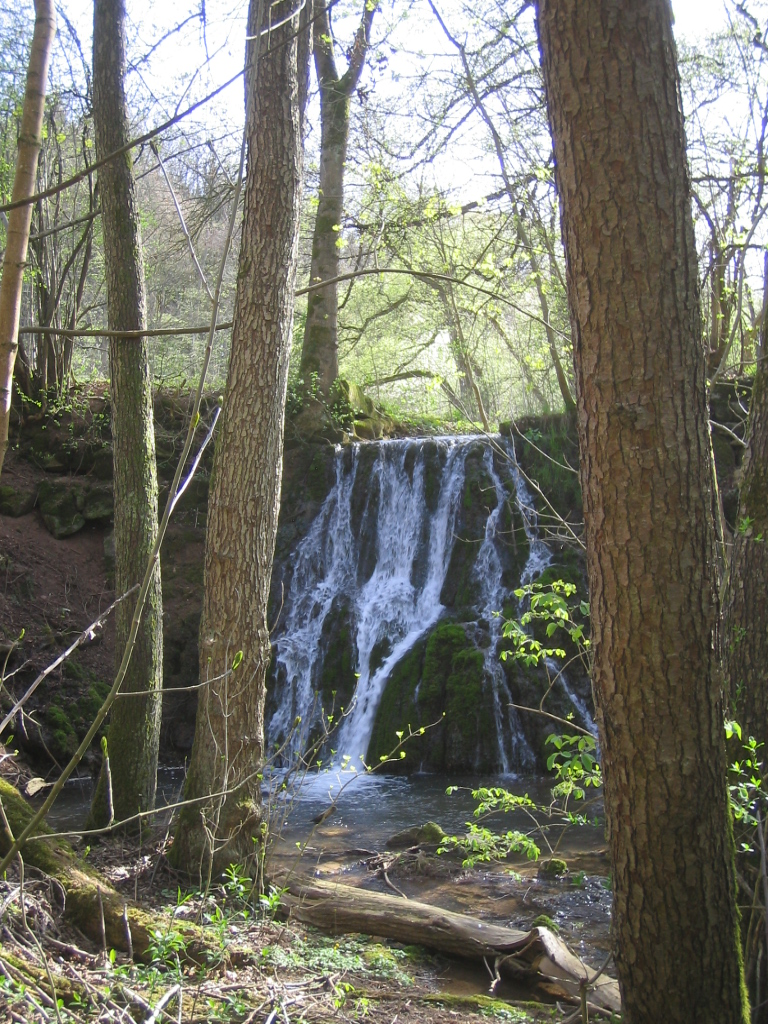
Der Maisenbach

- Maisenbach (links), Werbach-Gamburg (6,1 km)[22]
  - Schoppenberggraben (rechts)
  - Hintergraben (rechts)
  - Eiersheimer Graben  (rechts)
  - Linsengraben (links)
- Hahnenbergle Graben (rechts), Werbach-Gamburg

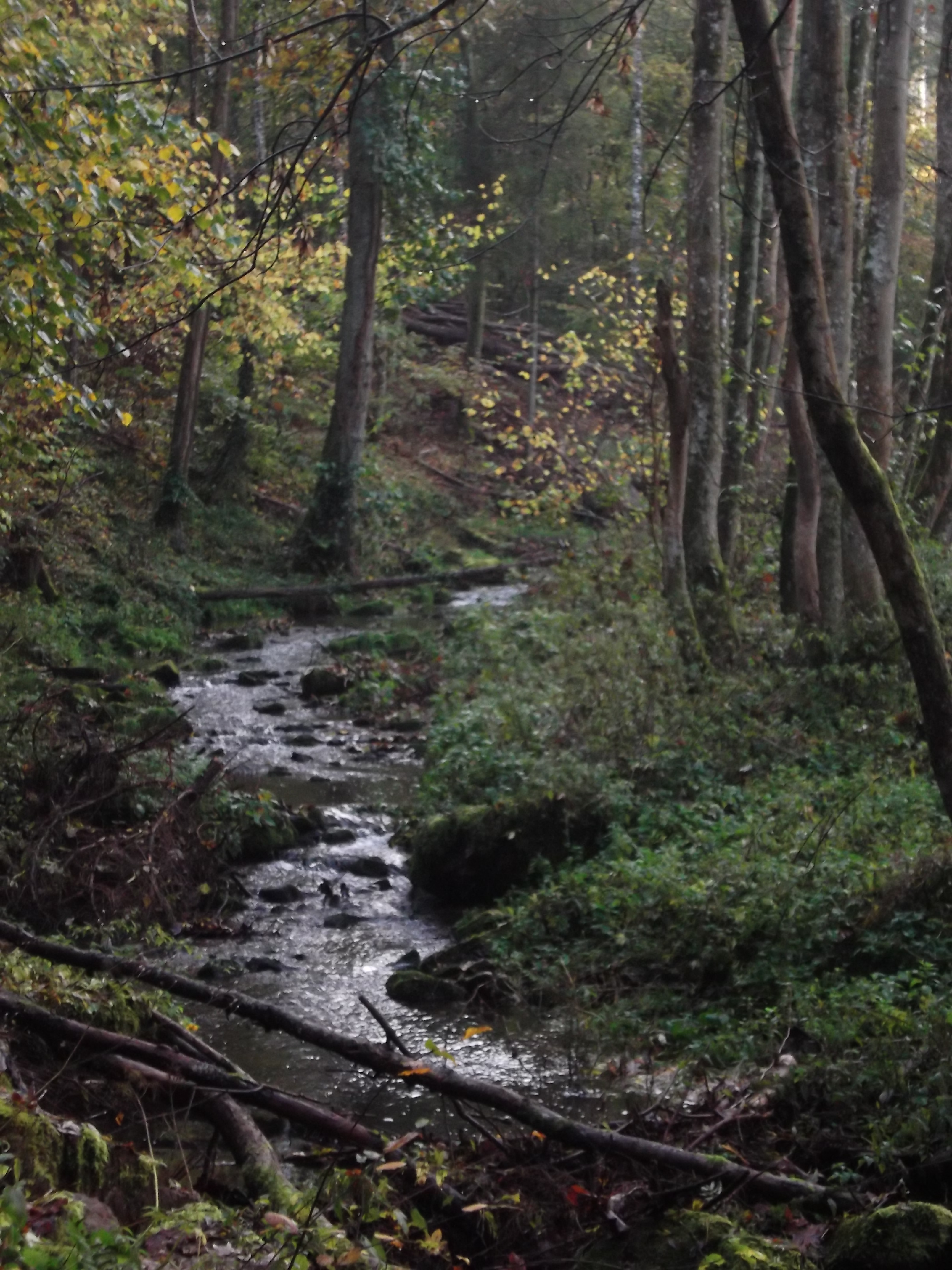
Der Amorsbach

- Amorsbach (links), Wertheim-Bronnbach (7,9 km)[22]
  - Ochsengraben (rechter Quellbach)
    - Bösenheckengraben (linker Quellbach)
    - Breitfeldgraben (rechter Quellbach)
    - Schmollertsgraben (rechts)
    - Taubenbaumgraben (links)

  - Schützengraben (linker Quellbach)
  - Frankengraben (rechts)
    - Hennlochgraben (links)

  - Reutenbüschelsgraben (links)
    - Rabertsgrundgraben (links)
    - Zehntgraben (rechts)

  - Dorzengraben (links)
  - Heckersgraben[33] (links)
  - Schlangengraben (rechts)
- Brunnenbach (rechts), Wertheim-Bronnbach
- Fischergraben (rechts), Wertheim-Bronnbach

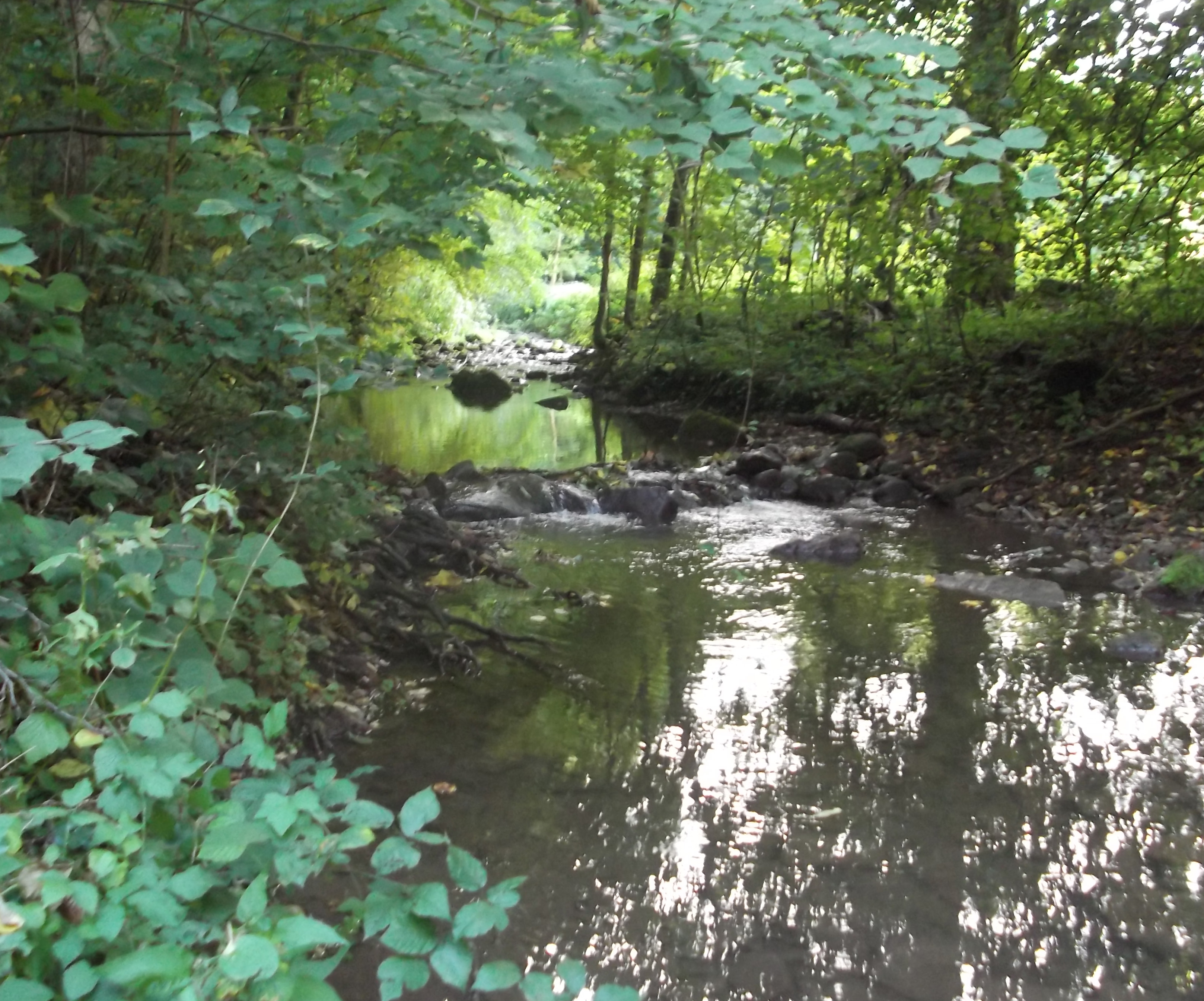
Der Schönertsbach

- Schönertsbach (links), Wertheim-Dörlesberg (8,1 km und 23,9 km²)[22]
  - Baiersgründleingraben (links)
  - Flürlegraben (rechts)
  - Hildbrandzellegraben (rechts)
  - Kohlplattengraben  (links)
  - Lochgraben (rechts)
  - Wolfsbach (links)
    - Talbach (rechter Quellbach[34])
      - Kalbenhubgraben (rechts)
      - Heimersklinge (links)
      - Frankengraben (links)
        - Säutriebgraben (rechts)

      - Vorderer Lehengraben (rechts)

    - Frankengraben (linker Quellbach[35])
      - Münchfeldgraben (links)

  - Am Koks (rechts)
  - Gänsbach (links)
    - Münchgrundgraben (rechts)

  - Heinzenhecken-Klinge  (links)
- Steppbachsgraben (rechts), Wertheim-Reicholzheim
  - Galgengraben (rechts)
  - Erbswiesengraben (links)
- Teilbach (links), Wertheim-Sachsenhausen
  - Stampfsklinge (links)
  - Stumpfsgraben (rechts)
  - Kirschbaumgraben (rechts)
  - Feldergraben (rechts)
- Dellengraben aus der Leberklinge (links, knapp 140 m ü. NN), Wertheim-Vockenrot, (2,2 km[1], 5,1 km²[20]). Zusammenfluss bei Wertheim-Sachsenhausen auf ca. 285 m ü. NN
  - Haggraben (Haaggraben[36]) (linker Quellbach) (1,1 km[1]). Quelle im Wertheimer Heimenhag auf ca. 325 m ü. NN.
  - Spitalgraben[37] (rechter Quellbach), (1,3 km[1]).
- Staffelwehrklinge (links, unter 140 m ü. NN), Wertheim-Wartberg, (0,9 km).[1]